# Сейбрандс, Тон
Тёнис (Тон) Се́йбрандс (нидерл. Teunis "Ton" Sijbrands; род. 15 декабря 1949, Амстердам) — шашечный гроссмейстер из Нидерландов, двукратный чемпион мира по международным шашкам (1972, 1973), четырёхкратный чемпион Европы (1967—69, 1971) и шестикратный чемпион Нидерландов (1967, 1969, 1970, 1971, 1973 и 1988). Обладатель высшего рейтинга за всю историю ФМЖД (2476). Обладатель мирового рекорда по количеству партий, сыгранных на сеансе одновременной игры в шашки вслепую: 32 партии (+14=18-0).

## Спортивная карьера

### 1961—1973

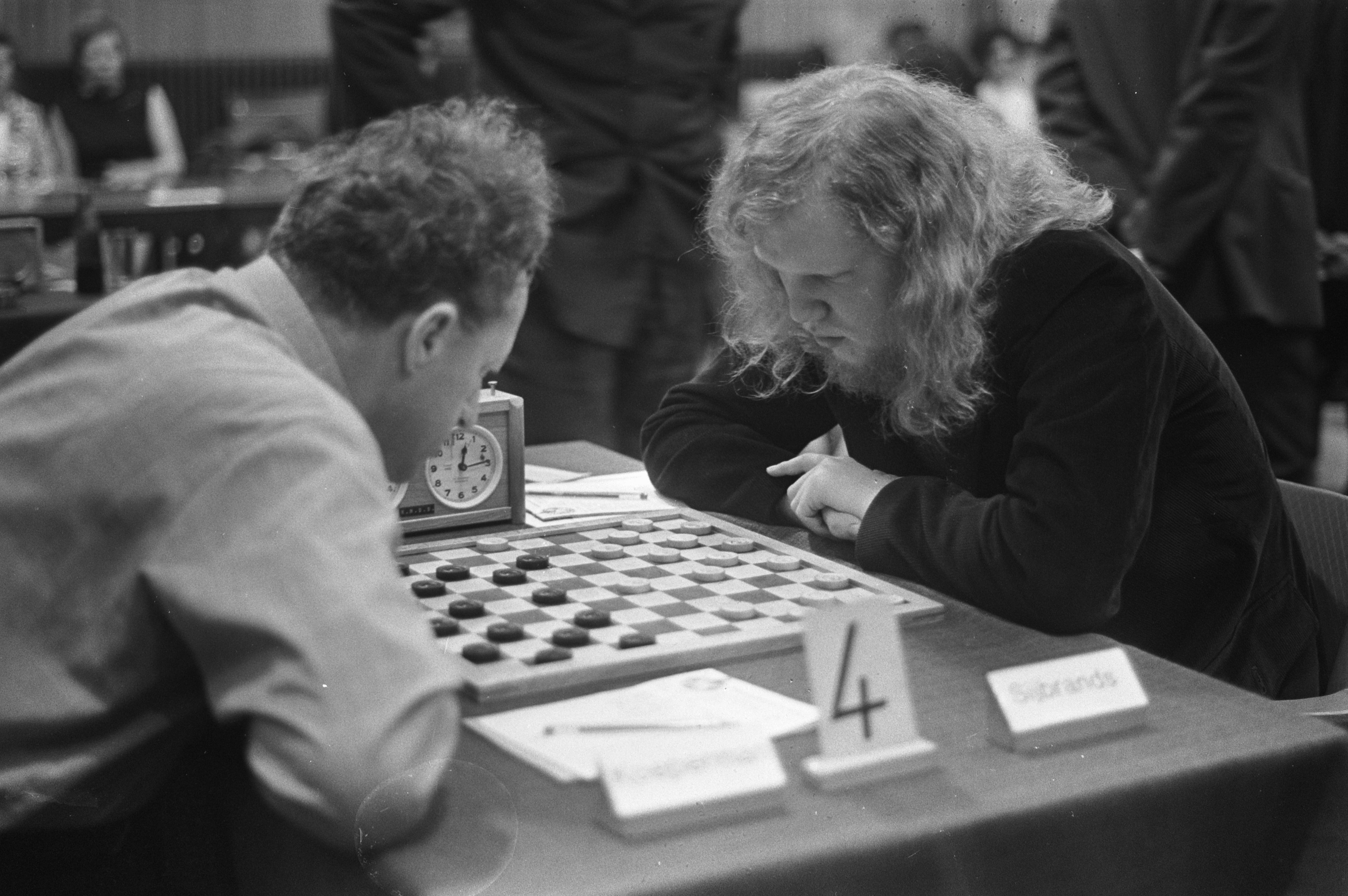
Исер Куперман и Тон Сейбрандс, 1972 год

В 11 лет Тон Сейбрандс начал посещать детский шашечный клуб «Leen de Rooij». Уже в следующем году он выиграл свой первый юниорский чемпионат Нидерландов. На международном турнире в Амстердаме Тон был секундантом сенегальского гроссмейстера Баба Си.
В 1965 году Сейбрандс обыграл в международном турнире в Хогезанд-Саппемере действующего чемпиона мира Вячеслава Щёголева. В 1967 году он выигрывает свой первый чемпионат Нидерландов, финишировав в пяти очках впереди серебряного призёра, экс-чемпиона мира Пита Розенбурга. В этом же году он становится и чемпионом Европы, разделив первое место с Щёголевым и Андрисом Андрейко в турнире по швейцарской системе. После этого Сейбрандс выигрывает ещё три чемпионата Европы подряд (в 1968, 1969 и 1971 годах) и четыре чемпионата Нидерландов (в 1969—1971 и 1973 годах; в 1968 и 1972 году он не участвовал в национальном первенстве).
В чемпионатах мира Сейбрандс стартовал не так быстро. В 1966 году он делит второе место в турнире претендентов с Щёголевым, пропустив вперёд Андрейко. На своём первом чемпионате мира в Больцано в 1968 году он финиширует за чертой призёров, затем в 1970 году в Монако делит первое место на турнире претендентов с Исером Куперманом, которому и достаётся право на участие в матче за мировую корону с действующим чемпионом Андрейко. И только на чемпионате мира 1972 года в Хенгело Сейбрандсу покоряется первая ступень пьедестала: он финиширует на два очка впереди Андрейко и своего соотечественника Харма Вирсмы. В следующем году он успешно защищает свой титул в матче с Андрейко, одержав две победы при восемнадцати ничьих.

### 1974—1987
От очередного матча с Куперманом в 1974 году Сейбрандс отказался и надолго прекратил участие в крупных турнирах, таких, как индивидуальные чемпионаты Нидерландов, Европы и мира. После этого его начали называть «шашечным Фишером», на что он, по воспоминаниям Вячеслава Щёголева, отвечал, что это Фишер — шахматный Сейбрандс. Другой экс-чемпион мира, Анатолий Гантварг, полагал, что поступок Сейбрандса был вызван противоречием между творческой и спортивной сторонами игры:

Он мечтал не просто стать чемпионом мира, а показать все, на что способен. Олимпийский турнир 1972 года он выиграл блестяще, но в матче с Андрейко эстетическая сторона уступила спортивной. Это угнетало взыскательного художника. Наступила депрессия, которую я охарактеризовал бы как самоотравление успехом. В шашках Тон достиг всего: с исключительно высокими результатами выигрывал чемпионаты Голландии, Европы, мира. Повторять всё это уже не было никакого желания.
В советском еженедельнике «64» со ссылкой на голландский журнал «В мире шашек» сообщалось, что одной из причин отказа стало решение Федерации шашек Голландии, согласно которому Сейбрандса не допустили в финал чемпионата страны, а заставили прежде играть в полуфинале. Как говорилось в сообщение, данное решение не соответствует представлениям Сейбрандса о правах чемпиона мира. В своём телеинтервью комментатору Феликсу Гейзинге Сейбрандс заявил, что принял решение о прекращении борьбы за мировое первенство после того, как его матч с Андрейко «был самым обидным образом освещён журналистами» (из-за большого количества ничьих), в результате чего «шашки потеряли часть своей популярности».
Бывший тренер Купермана Юрий Барский считает, что одной из причин отказа Сейбрандса от борьбы за мировое первенство стал сговор между Андрейко и Куперманом, в рамках которого они стали поочерёдно в турнирах намеренно проигрывать друг другу партии. Барский пишет, что в 1972 году Сейбрандс во время матча СССР-Нидерланды, уже будучи чемпионом мира, демонстративно играл на пятой доске, чтобы не встречаться за доской с Андрейко или Куперманом.
Сейбрандс, однако, и в эти годы продолжал участвовать в командных турнирах и коммерческих мероприятиях. В частности, он выиграл командный чемпионат Нидерландов в 1977 и 1978 годах, соответственно с клубами «RDG» (Гаага) и «IJmunden» (Эймёйден). В 1978 году он с Вирсмой и Робом Клерком также выиграл командный чемпионат Европы. Кроме того, Сейбрандс — активный участник в рекордных турнирах по одновременной игре вслепую, начиная с 1982 года.

### 1988—2006
В 1988 году Тон Сейбрандс возвращается в большой спорт. Своё возвращение он отметил очередной, шестой победой в индивидуальном первенстве Нидерландов. На чемпионате мира в Парамарибо он делит второе место с Анатолием Гантваргом и в матче претендентов побеждает советского гроссмейстера со счётом 7:5, завоевав право на матч с чемпионом мира Чижовым. В матче за мировую корону в 1990 году Сейбрандс выиграл уже вторую партию у Чижова и удерживал преимущество до восемнадцатой партии, когда чемпион мира сравнял счёт. Матч закончился вничью, и Чижов сохранил свой титул. В конце того же года на чемпионате мира в Гронингене он вновь делит второе место, на этот раз с Гунтисом Валнерисом, а два года спустя в Тулоне — сразу с тремя соперниками (по рейтингу заняв пятое место). В чемпионате Европы 1999 года Сейбрандс также поделил второе место, уступив первое Вирсме. В 2003 году он оказывается за чертой призёров на чемпионате мира в Звартслёйсе (Нидерланды). В интервью газете «Спорт-Экспресс» в 2003 году Александр Георгиев рассказывал:

Сейбрандса знают все, кто занимается шашками. Он привлекал всеобщее внимание и своей колоритной внешностью, и очень активной манерой игры. В шашках ведь можно меняться вперед и назад, и никто точно не знает, куда лучше. Так вот, Сейбрандс практически всегда менялся и меняется до сих пор только вперед. Он исповедует исключительно активный стиль игры, что и принесло ему такую славу. Сейбрандс дважды становился чемпионом мира, а затем надолго отказался от борьбы за мировое первенство. Возможно, его не удовлетворяли призовые. Он играл в основном в клубных соревнованиях и только тогда, когда ему платили большие «стартовые». Но недавно он решил тряхнуть стариной и даже специально сбросил вес перед чемпионатом. Но годы, увы, не сбросишь, как лишние килограммы… И 52-летнему Сейбрандсу, видимо, немного не хватило сил, чтобы набрать столько же очков, сколько набрало наше трио, впоследствии разыгравшее титул.
Все годы после возвращения в большой спорт Сейбрандс продолжал ставить рекорды в одновременной игре вслепую.

### После 2006 года
В 2006 году Сейбрандс отказался от участия в чемпионате мира, запланированном на следующий год в Харденберге (Нидерланды), что, по-видимому, означало его новый уход из центральных шашечных турниров. Среди причин отказа были названы возраст (ему уже исполнилось 57 лет), желание уделить больше времени автобиографии и изменения в правилах игр, в частности, укороченный контроль времени, новые правила начисления очков и проблемы с допинг-контролем.
Отказавшись от крупных турниров, Сейбрандс возвращается в командные соревнования. В 2007 году он снова выигрывает командный чемпионат Нидерландов с клубом «Heijmans Excelsior», а на следующий год — с клубом «Bart Smit» из Волендама. В 2007 году в сеансе, проводившемся в Тилбургском университете, он установил также новый рекорд в одновременной игре вслепую, выиграв 21 партию из 25 и сведя остальные вничью. В 2009 году на Олимпийском стадионе Амстердама Сейбрандс провёл сеанс на 28 досках, выиграл 18 партий и три проиграл при семи ничьих. Тем не менее, набрав около 77 % очков, он вернул себе рекорд, годом ранее отнятый у него соотечественником Эрно Просманом, набравшим 70 % очков на 27 досках. В 2012 году рекорд в очередной раз вернулся к Просману, который с 70-процентным успехом провёл вслепую сеанс на 30 досках (17 побед, 8 ничьих и 5 поражений).Однако в декабре 2014 года в Хилверсюме Сейбрандс установил свой 11-й рекорд игры вслепую, когда провёл сеанс с 32 противниками, набрав 72 % очков за 48 часов непрерывной игры.
Несмотря на ограниченный объём участия в шашечных соревнованиях, Сейбрандс оставался лидером рейтинга Всемирной шашечной федерации (ФМЖД) с октября 2003 года до перевода в список неактивных игроков в 2011 году и к 1 апреля 2009 года достиг высочайшего в карьере рейтинга (2476).

## Результаты выступлений на чемпионатах мира по международным шашкам
| Год  | Место проведения | Форма соревнования | Результат | Место  |
| ---- | ---------------- | ------------------ | --------- | ------ |
| 1968 | Больцано         | Турнир             | (+8=6-1)  | 4      |
| 1972 | Хенгело          | Турнир             | (+11=5-0) | I      |
| 1973 | Гаага            | Матч с А. Андрейко | (+2=18-0) | I      |
| 1988 | Парамарибо       | Турнир             | (+8=11-0) | II     |
| 1990 | Амерсфорт        | Матч с А. Чижовым  | (+1=18-1) | II     |
| 1990 | Гронинген        | Турнир             | (+8=11-0) | II—III |
| 1992 | Тулон            | Турнир             | (+8=15-0) | 2-5    |
| 2003 | Звартслёйс       | Турнир             | (+5=13-1) | 4-5    |

## Рекордные сеансы одновременной игры вслепую[16]
| Год  | Количество соперников | Результат  | Процент набранных очков |
| ---- | --------------------- | ---------- | ----------------------- |
| 1982 | 11                    | +9 =1 −1   | 86 %                    |
| 1986 | 13                    | +11 =1 −1  | 88 %                    |
| 1987 | 14                    | +12 =1 −1  | 89 %                    |
| 1991 | 15                    | +13 =2 −0  | 93 %                    |
| 1993 | 18                    | +14 =4 −0  | 89 %                    |
| 1999 | 20                    | +17 =3 −0  | 93 %                    |
| 2002 | 22                    | +17 =5 −0  | 89 %                    |
| 2004 | 24                    | +20 =4 −0  | 92 %                    |
| 2007 | 25                    | +21 =4 −0  | 92 %                    |
| 2009 | 28                    | +18 =7 −3  | 77 %                    |
| 2014 | 32                    | +14 =18 −0 | 72 %                    |